# Huselva
Koordinaten: 54° 11′ S, 36° 43′ W
Die Huselva ist ein Fluss auf Südgeorgien im Südatlantik. Ihre Quelle liegt in den Neumayer Peaks in der Busen-Region, sie durchfließt das Husdal in nordöstlicher Richtung und mündet südlich der ehemaligen Walfangstation Husvik in den Husvik Harbour.
Das UK Antarctic Place-Names Committee benannte sie 2013. Ihr norwegischer Name leitet sich von demjenigen des Tals ab und ließe sich mit „Hausfluss“ übersetzen.